# Challenger de Vilna 2023
El torneo Vitas Gerulaitis Cup 2023 fue un torneo de tenis perteneció al ATP Challenger Tour 2023 en la categoría Challenger 100. Se trató de la 1ª edición; el torneo tuvo lugar en la ciudad de Vilna (Lituania), desde el 6 hasta el 12 de febrero de 2023 sobre pista dura bajo techo.

## Jugadores participantes del cuadro de individuales
| Favorito | País                        | Jugador            | Rank1 | Posición en el torneo    |
| -------- | --------------------------- | ------------------ | ----- | ------------------------ |
| 1        | Bandera de Suiza            | Dominic Stricker   | 118   | Primera ronda            |
| 2        | Bandera de Suecia           | Elias Ymer         | 120   | Segunda ronda            |
| 3        | Bandera de Austria          | Jurij Rodionov     | 125   | Segunda ronda            |
| 4        | Bandera de Austria          | Dennis Novak       | 144   | Cuartos de final, retiro |
| 5        | Bandera de Alemania         | Jan-Lennard Struff | 153   | Primera ronda            |
| 6        | Bandera de los Países Bajos | Gijs Brouwer       | 159   | Primera ronda            |
| 7        | Bandera de República Checa  | Vít Kopřiva        | 160   | Primera ronda            |
| 8        | Bandera de Francia          | Laurent Lokoli     | 169   | Segunda ronda            |

- 1 Se ha tomado en cuenta el ranking del 30 de enero de 2023.

### Otros participantes
Los siguientes jugadores recibieron una invitación (wild card), por lo tanto ingresan directamente al cuadro principal (WC):
- Edas Butvilas
- Vilius Gaubas
- Cem İlkel

Los siguientes jugadores ingresan al cuadro principal tras disputar el cuadro clasificatorio (Q):
- Egor Gerasimov
- Daniel Masur
- Ergi Kirkin
- Zsombor Piros
- Julian Ocleppo
- Mats Rosenkranz
- Denis Yevseyev

## Campeones

### Individual Masculino
- Liam Broady derrotó en la final a  Zdeněk Kolář, 6–4, 6–4

### Dobles Masculino
- Ivan Liutarevich /  Vladyslav Manafov derrotaron en la final a  Arjun Kadhe /  Daniel Masur, 6–0, 6–2